# Язбек, Патрик
Патрик Язбек (англ. Patrick Yazbek) — австралийский футболист, полузащитник клуба «Нэшвилл» и сборной Австралии.

## Клубная карьера
Язбек — воспитанник клубов «Маркони Сталлионс», «Сидней Юнайтед», «Уэстерн Сидней Уондерерс» и «Сидней». 12 декабря 2021 года в матче против «Сентрал Кост Маринерс» он дебютировал в Эй-лиге в составе последнего. 12 марта 2022 года в поединке против «Перт Глори» Патрик забил свой первый гол за «Сидней».
В начале 2023 года Язбек перешёл в норвежский «Викинг». 10 апреля в матче против «Русенборга» он дебютировал в Типпелиге. 15 апреля в поединке «Лиллестрёма» Патрик забил свой первый гол за «Викинг».
22 июля 2024 года Язбек перешёл в клуб MLS «Нэшвилл». За американский клуб он дебютировал 31 июля в матче Кубка лиг 2024 против мексиканского «Масатлана».

## Международная карьера
В 2022 году в составе олимпийской сборной Австралии Язбек принял участие в молодёжном чемпионате Азии в Узбекистане. На турнире он сыграл в матчах против команд Кувейта, Ирака, Иордании, Туркменистана, Саудовской Аравии и Японии.
В 2024 году Патрик в составе сборной Австралии принял участие в Кубке Азии 2023 в Катаре. На турнире он был запасным и на поле не вышел. За «Соккерус» он дебютировал 26 марта в матче квалификации чемпионата мира 2026 против сборной Ливана.